# Muzej džihada, Herat
Muzej džihada je v glavnem mestu zahodne province Herat v Afganistanu. Zgrajen je bil leta 2010 kot kraj za razumevanje preteklih konfliktov in njihove zgodovine za Afganistance. Od odprtja je muzej pozdravil številne obiskovalce, vključno z ameriškimi kongresniki in namestnikom poveljnika Natovih sil v Afganistanu. Muzej želi obiskovalce seznaniti s stisko mudžahidov in izobraževati Afganistance. Je spomenik mudžahidskim junakom, ki so se borili proti Sovjetom v 1970-ih in 1980-ih, pa tudi Afganistancem, ki so izgubili življenja v bojih.

## Arhitektura
Muzej je zasnovan kot modro-zeleno-bela rotunda. Zunanjost stavbe je popisana z nekaterimi imeni žrtev vojne, moških in žensk. Tukaj je tudi več pesmi, posvečenih mučenikom. Muzej džihada stoji v parku na vrhu hriba in je obdan z vrtom s cvetjem in fontanami.

## Razstave
Muzej džihada vsebuje več razstav, ki so odprte neprekinjeno in obravnavajo različne teme, povezane z bitkami mudžahidov proti Sovjetom.
- Orožje: V muzeju je razstavljeno sovjetsko orožje, uporabljeno med vojno, kot so tanki, bojno letalo, helikopter in lahki raketomet. Razstavljena je tudi velika zbirka ruskih pušk, granat in plastičnih zemeljskih min.
- Portretna dvorana slavnih prikazuje portrete več kot 60 poveljnikov, ki so se borili proti Sovjetom.
- Diorama: ta razstava s pomočjo grafične diorame omogoča obiskovalcem, da vidijo, kako so se vaščani uprli sovjetskim vojakom. Faze bitk se končajo z zmago mudžahodov.
- Stenska slika je v veliki krožni sobi v muzeju. Prikazuje pomembne dogodke v afganistanski zgodovini, vključno z različnimi stopnjami vstaje Afganistancev proti vladi, ki jo je podpirala Sovjetska zveza okoli Herata leta 1979.

## Prispevek k zgodovinskemu diskurzu
V Afganistanu že desetletja potekajo konflikti, vendar so državljani le redko imeli prostor za razmislek o vojnih dogodkih in o tem, kako je ta nanje vplivala. Ker veliko Afganistancev ni prejelo formalne izobrazbe, ni nujno, da vedo, zakaj so se njihovi predniki borili proti Sovjetom. Šolska besedila se po navadi ustavijo pri 1970-ih, da ne bi povečala napetosti. Razstave prikazujejo brutalnost in človeške posledice vojne skozi stenske poslikave, diorame in napise imen, ki obkrožajo rotundo. To sporočilo vojne groze prežema muzej. Ustvarjalci so pazili, da so eksponate depolitizirali, saj niso upodabljali džihadističnih bitk, ki so sledile vojni s Sovjeti. Obiskovalci lahko razmišljajo, kako želijo, da bi njihova zgodovina napredovala po koncu Natove bojne misije leta 2014.